# Automotrice FS 86
Le automotrici del gruppo 86 sono state delle automotrici a vapore, a carrelli, per il trasporto di viaggiatori sulle linee ferroviarie delle Ferrovie dello Stato nei primi anni della statalizzazione delle ferrovie italiane.

## Storia
Tra il 1905 e il 1907 le Ferrovie dello Stato, cercarono di risolvere il problema annoso dell'alto costo di esercizio del treni viaggiatori a bassa composizione e a scarsa frequentazione su linee non convenientemente elettrificabili con l'introduzione di automotrici a vapore: dopo l'immissione di quelle miste del gruppo 60, costituite da locomotiva, bagagliaio e comparto postale, a tre assi di cui due accoppiati e uno portante, alla Fiera di Milano del 1906 venne presentata anche un modello di automotrice, del gruppo 85, a carrelli, da 86 posti e 130 CV di potenza, ma con un solo asse motore. Di questa ne vennero costruite solo tre unità a cui ne fecero seguito altre 12, sempre a carrelli, ma questa volta di progetto e costruzione inglese 170 CV di potenza e capacità di 66 posti (di 1ª e 3ª classe) a sedere, più un comparto per bagagli e poste, che vennero immatricolate nel gruppo 86. Ambedue i gruppi svolsero un servizio del tutto insoddisfacente nelle linee attorno a Milano che facevano capo al nodo di Usmate; erano troppo pesanti, 47,4 tonnellate le "85" e 49,4 tonnellate le "86". Le inglesi scomparvero presto dalla circolazione mentre le tre "85" trasferite a Mestre nel 1931 continuarono a svolgere servizio per corsette del personale.

## Caratteristiche
Le automotrici del gruppo 86 ricalcavano la comune filosofia di progetto dell'epoca che consisteva nell'accoppiare al telaio di una carrozza viaggiatori un meccanismo motore costituito da un telaio a due assi accoppiati su cui era montata una caldaia a vapore verticale di limitato ingombro ma per forza di cose di limitate prestazioni. Il tutto era racchiuso in una cabina compatta sul cui frontale era ricavato il vano per il carbone. Una sezione del rotabile era attrezzata a vano bagagli e postale. Le automotrici, a causa del loro basso peso aderente e poca potenza, erano praticamente prive di prestazione utilizzabile. Al massimo in zona pianeggiante veniva agganciata una carrozza a rimorchio in caso di necessità.

## Deposito Locomotive di assegnazione
- Deposito Locomotive di Milano Lambrate
- Deposito Locomotive di Rimini